# Matrisorganisation

Matrisorganisation.

En matrisorganisation är en organisation där deltagarna kan vara ansvariga inför mer än en chef. Till exempel kan det vara en administrativ chef eller projektledare som sätter mål för verksamheten och en teknisk chef som utvärderar kvaliteten på arbetet och fattar beslut om vilka metoder som ska användas. Organisationsformen började användas på 1950-talet i flygplansindustrin i USA för att lösa problem med teknisk samordning.
En matrisorganisation består oftast av flera olika avdelningar eller divisioner som delvis arbetar självständigt, men som styrs av en gemensam ledning. Ledningsgruppen har ansvar för visioner och mål för organisationen. Ledningsgruppens arbete förenklas av att de olika divisionscheferna sitter med i gruppen.

## Historia
Den moderna matrisorganisationen började användas under andra världskriget inom vapenindustrin och andra områden inom militärindustrin för att bättre kunna organisera den mer komplicerade marknaden som uppkommit. Det gjorde att forskare och ingenjörer inom de branscherna fick maximalt stöd. Det ledde till både att tillverkningstiden kortades ner och att utvecklingen kunde ske effektivt samtidigt. Matrisorganisationen utvecklades under 1960-talet av att den amerikanska regeringen satte villkor för hur dessa utvecklings- och tillverkningsprojekt skulle skötas av de företag som anlitats, de ställde krav på att de företagen som utförde arbetet skulle ha ett projektledningssystem.
Den ursprungliga matrisorganisationen utvecklades från två multifunktionella former med olika utseenden. Först var det en delad befogenhet i organisationen, som senare utvecklades till en maktbalans mellan produktionsledning och de funktionella sidorna inom organisationen. För att matrisorganisationen  skall fungera kräver organisationen nya stödmekanismer, ny typ av organisationskultur och nya beteendemönster.

## Fördelar och styrkor
En matrisorganisation är ett bra sätt att balansera behovet av ett lokalt fokus och ett globalt tänkande. En matrisorganisation kan öka kommunikationen och problemlösningen i organisation. Matrisorganisationen gör att hela organisationen får ett gemensamt resultatansvar och det gör att företagets vision och kultur når ut i hela organisationen. Man delar även upp ansvaret mellan cheferna både vertikalt och horisontellt och det skapar fler kommunikationskanaler mellan cheferna i en organisation. Matrisorganisationens struktur kan leda till att chefernas och medarbetarnas motivation ökar och att de således presterar bättre, då de känner sig mer involverade i verksamheten. När arbetarna känner sig motiverade till uppgiften ökar arbetsmoralen och effektiviteten bland personalen. Där av minskar de ineffektiva arbetarna som kostar pengar i onödan. Vidare är det en social organisationstyp som skapar förståelse för hur andra delar och funktioner i organisationen fungerar och verkar. Detta är väldigt fördelaktigt vid upplärning av nyanställda, eventuella framtida ledare. Med en ökad förståelse för organisationen som helhet sker en minskad risk för suboptimeringsbeslut.  Matrisorganisation leder också till kompetensutveckling i två dimensioner, vilket också kan bidra till ökad motivation.
Fördelar
- Underlättar koordinering
- Högsta ledningen avlastas koordineringsuppgifter
- Utvecklar flexibilitet, snabba reaktioner
- Ekonomisk användning av mänskliga resurser
- Stimulerar motivation

## Risker och svagheter
Matrisorganisationen är en svår organisationsform då man räknar med att det tar 3-5 år att arbeta in en matris och få den att fungera; många av problemen med matrisorganisering uppstår under dessa första år. Det finns en risk för spänning mellan funktionella och administrativa chefer då dessa ser arbetet från olika perspektiv, vilket lätt kan leda till konflikter inom organisationen. Beslutsfattandet kan bli långsammare med matrisorganisationen då fler chefer och beslutsfattare måste komma överens.[källa behövs] När flera chefer är ansvariga för samma anställda och områden, är det svårt att fastställa var ett fel har begåtts i processen. Detta försvårar resultatuppföljningen. Med flera chefer ansvariga för samma personal och område är det svår att fastställa var ett fel har begåtts i processen som försvårar resultatuppföljningen.  Även resursdelning inom matrisen kan skapa svårlösta konflikter. Beslutsfattandet kan gå trögt då olika intressen måste vägas emot varandra. Det finns även en risk för försämrad arbetsmiljö och stress, då varje anställd har flera chefer som kan ge motstridiga besked.  Med flera chefer över sig och genom att vara verksam inom flera olika områden kan det vara svårt att skapa en yrkesidentitet och på så sätt känna sig utanför när man inte har en grupp att känna gemenskap till. En annan svaghet är om cheferna misslyckas med att förtydliga matrisorganisationens syfte är att det kan leda till att personalens arbetsmoral påverkas negativt. För att få en motiverad personal är det viktigt att chefen tydliggör matrisorganisationens rollfördelning, beslutsfattande och processer för att personalen ska få förståelse för hur de i arbetet ska förhålla sig till matrisen. 
Svagheter
- Lång intrimningstid
- Utlöser många konflikter
- Svårt att lokalisera ansvar
- Stress
- Försvagar yrkesmässig identitet
- Höga administrationskostnader

### Fotnoter
1. ↑  Nationalencyklopedin, på internet, besökt 3 april 2013, uppslagsord: matrisorganisation
2. ↑  Numerof & Abrams, 2002
3. ↑  Knight 1976
4. ↑  Galbraith, Jay R. (1971-02-01). ”Matrix organization designs How to combine functional and project forms”. Business Horizons 14 (1):  sid. 29–40. doi:10.1016/0007-6813(71)90037-1. http://www.sciencedirect.com/science/article/pii/0007681371900371. Läst 18 oktober 2017.
5. ↑  ”When was the last time you said this?” (på engelska). BusinessDictionary.com. Arkiverad från originalet den 3 februari 2014. https://web.archive.org/web/20140203201412/http://www.businessdictionary.com/definition/matrix-organization.html. Läst 18 oktober 2017.
6. 1 2  Bartlett & Ghoshal, 1990
7. 1 2 3  Lindkvist, Lars; Bakka Jorgen F, Fivelsdal Egil (2016). Organisationsteori: Struktur, Kultur, Processer. sid. 58-59
8. ↑  Bruzelius & Skärvad, 2000
9. ↑  Berggren, Josefin; Hagen, Lisa. ”Motivation i matrisorganisationer”. https://gupea.ub.gu.se/bitstream/2077/39616/1/gupea_2077_39616_1.pdf. Läst [2017-10-17].